# Vlag van Beekbergen-Lieren

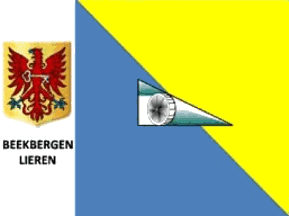
Dorpsvlag Beekbergen-Lieren

De vlag van Beekbergen-Lieren werd in 2019 door de Nederlandse dorpen Beekbergen en Lieren in gebruik genomen en vermoedelijk bedacht door de Dorpsraad Beekbergen en Lieren.
De vlag van bestaat uit twee delen. Het linkerdeel bestaat uit een witte broeking met daarin het wapen van Apeldoorn en de dorpsnaam in zwarte hoofdletters. Het rechterdeel van de vlag bestaat uit een driehoekig blauw met geel vlak met een diagonale scheidingslijn. In het midden van het vlak is een driehoekige afbeelding afgebeeld met daarin een waterwiel en vormt het logo van de dorpsraad in Beekbergen-Lieren.
Acquoy
· Beekbergen-Lieren
· Beemte Broekland
· Bemmel
· Bennekom
· Bredevoort
· Deil
· Doornenburg
· Ederveen
· Elden
· Emst
· Enspijk
· Epse
· Gameren
· Gellicum
· Groenlo
· Harskamp
· Herwijnen
· Heukelum
· Heveadorp
· Hoenderloo
· Kerkdriel
· Klarenbeek
· Kootwijkerbroek
· Laag-Keppel
· Lathum
· Leuvenum
· Loenen
· Loil
· Meteren
· Netterden
· Oosterhuizen
· Radio Kootwijk
· Rumpt
· Schaarsbergen
· Spijk
· Stroe
· Teuge
· Uddel
· Ugchelen
· Vaassen
· Vierhouten
· Voorthuizen
· Vredenburg/Kronenburg